# لياندرو بورجيس
لياندرو بورجيس (29 أبريل 1992 بسينترا في البرتغال - ) هو لاعب كرة قدم برتغالي في مركز الهجوم.

## وصلات خارجية
- لياندرو بورجيس على موقع قاعدة بيانات كرة القدم.إي يو (الإنجليزية)
- لياندرو بورجيس على موقع Soccerway.com (الإنجليزية)
- لياندرو بورجيس على موقع AS.com (الإسبانية)